# 오스카르 프레이레 거리

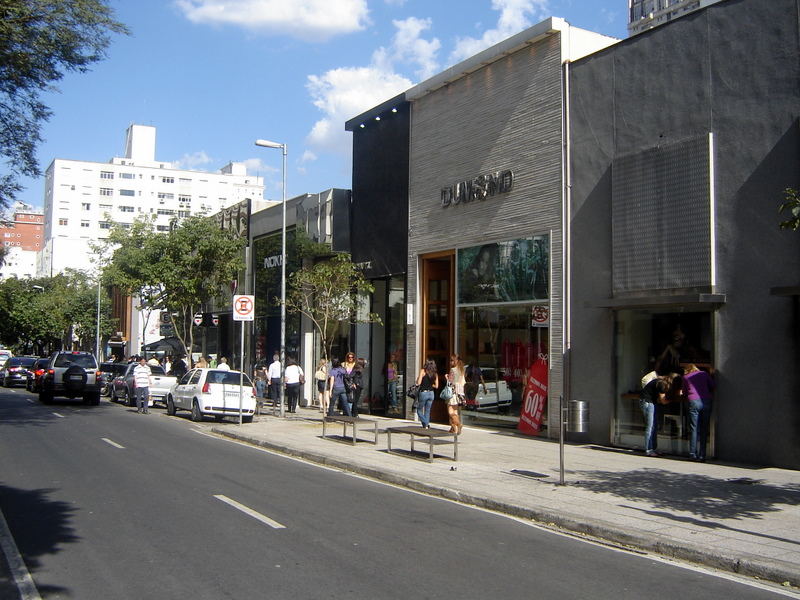

오스카르 프레이레 거리(Rua Oscar Freire)는 브라질 상파울루의 거리이다.
쇼핑의 거리, 상파울루에서 가장 유행에 민감한 곳으로 거리 양쪽에 세련된 부띠끄, 골동품점, 카페, 가구점 등이 들어차 있다. 진귀하고 좋은 골동품이나 가구를 구입하려는 관광객들로 붐빈다.